# 遼寧科技大學
辽宁科技大学（University of Science and Technology Liaoning），坐落在辽宁省鞍山市，是中国最早组建的冶金高校，原为冶金部直属高校，为辽宁省一流重点大学，入选教育部“卓越工程师教育培养计划”高校、“国家级新工科研究与实践项目”、中国政府奖学金来华留学生接收院校、百校工程、辽宁省学分制管理试点高校、辽宁省转型发展试点学校，拥有研究生推免权和国家大学科技园，是一所以工学为主，涵盖工、理、经、管、文、法、艺等学科门类的多科性大学。
学校始建于1948年，1958年升格为本科院校鞍山钢铁学院，1980年开始招收研究生，1983年获得硕士学位授予权；2002年更名为鞍山科技大学；2006年更名为辽宁科技大学，同年成为博士学位授予单位。
截至2021年2月，学校占地184余万平方米；设有学院19个，共办本科专业59个；有一级学科博士点3个、二级学科博士点13个，一级学科硕士点14个、二级学科硕士点47个，专业学位硕士点8个。
辽宁科技大学拥有国家级重点本科专业例如冶金工程、无机非金属材料工程、自动化、网络工程。计算机与软件工程学院被评定为省级示范性软件学院，软件工程领域经教育部学科评估排名中国60到80名。

## 历史
辽宁科技大学创建于1948年，其前身为鞍山第二钢铁工业学校。
1958年成立本科学院——鞍山钢铁学院，隶属于原冶金工业部，是中国较早组建的冶金高校之一。
1994年将原鞍山高等职业专科学校并入。
1998年随着高等教育体制改革划归辽宁省管理。
1999年将原辽宁省食品工业学校、辽宁省冶金工业学校、辽宁省建材工业学校三所学校并入。
2002年经中国国家教育部批准更名为鞍山科技大学。
2006年经中国国家教育部批准更名为辽宁科技大学。

## 组织机构

### 学院和系
- 软件学院 （页面存档备份，存于）
- 人文社科部
- 材料与冶金工程学院
- 高温材料与镁资源工程学院
- 土木工程学院
- 矿业工程学院
- 软件学院
- 外国语学院 （页面存档备份，存于）
- 工商管理学院
- 艺术学院
- 马克思主义学院
- 成人教育学院
- 电子与信息工程学院
- 化学工程学院
- 机械工程与自动化学院
- 理学院
- 经济与法律学院
- 建筑与艺术设计学院
- 高等职业技术学院
- 体育部 （页面存档备份，存于）